# Gleb Struve
Gleb Petrovich Struve (în rusă Глеб Петрович Струве; n. 1 mai 1898, Sankt Petersburg, Imperiul Rus – d. 4 iunie 1985, Berkeley, California, SUA) a fost un poet, critic și istoric literar rus, ce aparținea familiei de literați Struve. Tatăl său era filozoful, economistul și teoreticianul politic Piotr Berngardovici Struve, iar nepotul său este un alt scriitor cunoscut, Nikita Struve.

## Biografie
Struve era originar din St. Petersburg și s-a alăturat Armatei Voluntarilor în 1918. În același an, el a fugit în Finlanda, apoi în Anglia, unde a urmat cursuri la Balliol College de la Universitatea Oxford până în 1921. Acolo l-a întâlnit pe Vladimir Nabokov, cu care a rămas în relații prietenești și cu care a corespondat cu regularitate până la moartea romancierului. Struve a lucrat ca jurnalist la Berlin între 1921-1924 și la Paris până în 1932.
În 1932, Struve l-a înlocuit pe Dmitri Sviatopolk Mirski la Școala de Studii Slavone și Est-europene de la University College din Londra (UCL), pentru a trece apoi la Universitatea Berkeley din Statele Unite ale Americii. Struve a publicat aproximativ 900 de lucrări, inclusiv multe ediții ale operelor unor importanți autori ruși care erau interziși în Uniunea Sovietică ca de exemplu Anna Ahmatova, Nikolai Gumiliov, Marina Țvetaeva și Osip Mandelștam. Struve a murit la 4 iunie 1985 în Oakland, California.

## Publicații (listă parțială)
- Struve, Gleb. Storia della letteratura sovietica da Lenin a Stalin, 1917-1953. Trad.dall'inglese di S.Bernardini. Milano, Garzanti 1977, cm.15,5x22,5, pp. 511.